# Liste de films français sortis en 1970
Listes de films français
- 1966
- 1967
- 1968
- 1969
- 1970
- 1971
- 1972
- 1973
- 1974

Liste non exhaustive de films français sortis en 1970

## 1970
| Titre                                                             | Réalisateur             | Distribution                                             | Genre                           | Notes |
| ----------------------------------------------------------------- | ----------------------- | -------------------------------------------------------- | ------------------------------- | ----- |
| Le Cercle rouge                                                   | Jean-Pierre Melville    | Alain Delon, Bourvil                                     | Policier                        |       |
| Les Choses de la vie                                              | Claude Sautet           | Michel Piccoli, Romy Schneider                           | Drame                           |       |
| Domicile conjugal                                                 | François Truffaut       | Jean-Pierre Léaud, Claude Jade                           | Comédie, Romance                |       |
| Tristana                                                          | Luis Buñuel             | Catherine Deneuve, Fernando Rey                          | Drame                           |       |
| Le Genou de Claire                                                | Éric Rohmer             | Jean-Claude Brialy, Laurence de Monaghan                 | Comédie dramatique              |       |
| Elle boit pas, elle fume pas, elle drague pas, mais… elle cause ! | Michel Audiard          | Annie Girardot, Bernard Blier, Mireille Darc             | Comédie                         |       |
| La Horse                                                          | Pierre Granier-Deferre  | Jean Gabin, Danièle Ajoret                               | Drame, Thriller                 |       |
| L'Aveu                                                            | Costa-Gavras            | Yves Montand, Simone Signoret                            | Drame, Thriller                 |       |
| Peau d'âne                                                        | Jacques Demy            | Yves Pignot, Catherine Deneuve                           | Fantastique, comédie musicale   |       |
| Le Boucher                                                        | Claude Chabrol          | Stéphane Audran, Jean Yanne                              | Drame, Thriller                 |       |
| Dernier Domicile connu                                            | José Giovanni           | Lino Ventura, Paul Crauchet                              | Policier, thriller              |       |
| Borsalino                                                         | Jacques Deray           | Jean-Paul Belmondo, Alain Delon                          | Policier                        |       |
| Le Passager de la pluie                                           | René Clément            | Marlène Jobert, Charles Bronson                          | Thriller, policier              |       |
| La Dame dans l'auto avec des lunettes et un fusil                 | Anatole Litvak          | Samantha Eggar, Oliver Reed                              | Policier                        |       |
| La Route de Salina                                                | Georges Lautner         | Mimsy Farmer, Robert Walker Jr., Rita Hayworth           | Drame                           |       |
| Le Mur de l'Atlantique                                            | Marcel Camus            | Bourvil, Peter McEnery                                   | Comédie, Guerre                 |       |
| Le Voyou                                                          | Claude Lelouch          | Jean-Louis Trintignant, Christine Lelouch                | Comédie dramatique, aventure    |       |
| L'Eden et après                                                   | Alain Robbe-Grillet     | Catherine Jourdan, Pierre Zimmer                         | Comédie dramatique, fantastique |       |
| L'Enfant sauvage                                                  | François Truffaut       | Jean-Pierre Cargol, François Truffaut, Françoise Seigner | Drame                           |       |
| Camarades                                                         | Marin Karmitz           | Jean-Paul Giquel, Juliet Berto                           | Drame                           |       |
| La Maison des bories                                              | Jacques Doniol-Valcroze | Marie Dubois, Maurice Garrel                             | Drame, romance                  |       |
| La Rupture                                                        | Claude Chabrol          | Stéphane Audran, Jean-Pierre Cassel                      | Drame, thriller                 |       |
| L'Ardoise                                                         | Claude Bernard-Aubert   | Salvatore Adamo, Michel Constantin                       | Drame                           |       |
| La Faute de l'abbé Mouret                                         | Georges Franju          | Francis Huster, Margo Lion                               | Drame                           |       |
| Les Caprices de Marie                                             | Philippe de Broca       | Philippe Noiret, Marthe Keller                           | Comédie                         |       |
| Cannabis                                                          | Pierre Koralnik         | Serge Gainsbourg, Jane Birkin                            | Policier                        |       |
| Le Gendarme en balade                                             | Jean Girault            | Louis de Funès, Michel Galabru                           | Comédie                         |       |
| Le Bal du comte d'Orgel                                           | Marc Allégret           | Jean-Claude Brialy                                       | Comédie dramatique              |       |
| L'Étalon                                                          | Jean-Pierre Mocky       | Bourvil, Francis Blanche                                 | comédie                         |       |